# Мухаммад IX аль-Айсар
Абу Абдаллах Мухаммад IX аль-Айсар аль-Галіб ібн Наср (араб. بو عبد الله الأيسر الغالب محم بن نصر‎; нар. 1396 — 1453) — 15-й емір Гранадського емірату в 1419—1427, 1429—1431, 1432—1445 і 1448—1453 роках. Мав лакаби аль-Айсар, тобто «Шульга», аль-Галіб — «Переможець», ас-Сагір — «Маленький».

## Життєпис
Походив з династії Насрідів. Онук Мухаммада V, еміра Гранади. Син Насра. Народився 1396 року. У 1419 році за підтримки Юсуфа з клану Бану-Серрай повалив гранадського еміра Мухаммада VIII. Остання було заслано до Тунісу.
Значного впливу в державі набув клан Бану-Саррай, який монополізував усі вищі посади. Також було перервано перемир'я з Кастилією, внаслідок чого поновилися прикордонні сутички. У 1424 році Кастилія завоювала міста Куевас-Бахас і Куевас-де-Сан-Маркос неподалік від Малаги. Після цього почалися перемовини стосовно відновлення перемир'я, яке було укладено в Оканьї. Також закріплювалася вільна торгівля між Кастилією і Гранадою.
Внутрішня політика еміра викликала невдоволення знаті, яке 1427 року підняло повстання. Водночас за підтримки Хафсідів з Тунісу прибув колишній емір Мухаммад VIII. В результаті Мухаммад IX мусив тікати до Магрибу, а потім перебрався до Тунісу.
1429 року за підтримки Хафсідів рушив на відновлення трону. Водночас Бану-Саррай підняли повстання в Гранадському еміраті, якому знову стала загрожувати Кастилія. В результаті майже без спротиву Мухаммад IX відновив емірат, полонив Мухаммада VIII, якого 1431 року наказав стратити.
У травні 1431 року внаслідок підбурення Ридвана з клану Бану-Егас, ворожого Бану-Саррай, Хуан II, король Кастилії, виступив проти Гранадського емірату. На меті було повалення Мухаммада IX. 1 липня 1431 року в битві біля Ігеруели гранадське військо зазнало нищівної поразки. Ридван ібн Бану-Егас і кастильці зайняли міста Монтефріо, Камбіо, Ільйора, Касаробонелла, Турин, Ардасес і Ель-Касельяр. У грудні претендент на трон Юсуф ібн аль-Мавл захопив міста Ізнахар і Архідон. Мухаммад IX вночі втік з Гранади і з невеликим загоном прибув до Альмерії. Ворог зайняв столицю емірату, де було вбито прихильників Мухаммада IX. Трон перейшов до Юсуфа IV ібн аль-Мавла.
У січні 1432 року Мухаммад IX зайняв Малагу, населення якої його підтримувало. Міста Гібралтар, Ронда і Сетеніл оголошують себе незалежними. У лютому прихильники Мухаммада IX зайняли Гранаду. Юсуф IV закріпилися в Альгамбрі, звідки звернулися по допомогу до кастильського короля. Але в березні кастильці, що йшли на допомогу Юсуфові IV, були переможені в битві біля Вега військами Мухаммада IX. У квітні того ж року Юсуф IV змушений був здатися Мухаммаду IX, який наказав його стратити.
Невдовзі поновилися прикордонні сутички з Кастилією. Боротьба тривала з перемінним успіхом: спочатку гранадці перемогли у битві біля Арчидони, потім зазнали поразок у битвах біля Уескара і Гуадікса. 1434 року війська Кастилії захоплюють Кастельяр-де-ла-Фронтеру та беруть в облогу Алору. Після нетривалої втратити вдалося повернути Альбокс і Уельму. У 1439 році він уклав мир з Кастилією.
У січні 1445 року був повалений небожем Мухаммадом X. Але невдовзі останнього повалив Юсуф V. У січні 1446 року Мухаммад X відвоював владу.
У 1447 році Мухаммад IX зумів повалити Мухаммада X, відновивши владу в Гранаді. 1448 року захопив місто Сьєса в регіоні Мурсія, здолавши рід Фархадо у битві біля Хелліні. Внаслідок цього 1450 року кастильський король Хуан II ініціював укладання перемир'я, оскільки в Кастилії тривало повстання маркіза Хуана Пачеко. Водночас було поновлено антикастильський союз з Наваррою.
У березні 1451 року Мухаммад IX рушив на регіон Мурсію, де захопив й сплюндрував міста Мурсію і Оріуела. також відвойовує Хімену-де-ла-Фронтеру. Потім запланував підкорення Картахени. Область Картахени внаслідок декількох походів було сплюндровано, зокрема гранадці захопили 40 тис. голів великої рогатої худоби. Але на зворотному шляху в битві при Лос-Альпорхонесі (неподалік Лорки) емір зазнав тяжкої поразки. За цим було укладено нове перемир'я.
1452 року почалася нова боротьба за владу між різними кланами. У 1453 році грабіжницькі рейди на прикордонні землі Кастилії поновилися. Помер Мухаммад IX аль-Айсар наприкінці 1453 року. Трон захопив його зять Мухаммад XI.